# Concours Eurovision des jeunes musiciens 2012
- Pays éliminés en Demi-finale
- Pays Finalistes
- Pays ayant participé dans le passé, mais pas en 2012

Vienne 2010 Cologne 2014
L'Eurovision Jeunes Musiciens 2012 était la 16e de l'Eurovision Jeunes Musiciens, qui s'est tenue à la Rathausplatz (en) à Vienne, en Autriche, le 11 mai 2012  Organisée par l'Union européenne de radiodiffusion (UER) et la chaîne hôte Österreichischer Rundfunk (ORF), des musiciens de sept pays ont participé à la finale télévisée. C'était la quatrième fois que le concours se déroulait sur une scène en plein air. L'Autriche et la chaîne ORF accueillaient le concours pour la 6efois après 1990, 1998, 2006, 2008 et 2010.
Au total, quatorze pays ont participé au concours qui se déroula à la salle Schubert du Konzerthaus de Vienne les 5 et 6 mai 2012. Tous les participants ont interprété une pièce classique de leur choix accompagnés par l'Orchestre Symphonique de Vienne, dirigé par Cornelius Meister. L'Arménie, la Bosnie-Herzégovine et la Georgie ont fait leurs débuts tandis que l'Ukraine revenait. Cinq pays ont décidé de ne pas participer : Chypre, Roumanie, Russie, Suède et Royaume-Uni.
Le Norvégien Eivind Holtsmark Ringstad a remporté le concours. Le podium fut complété par l'Autriche et l'Arménie, respectivement deuxième et troisième.

## Emplacement

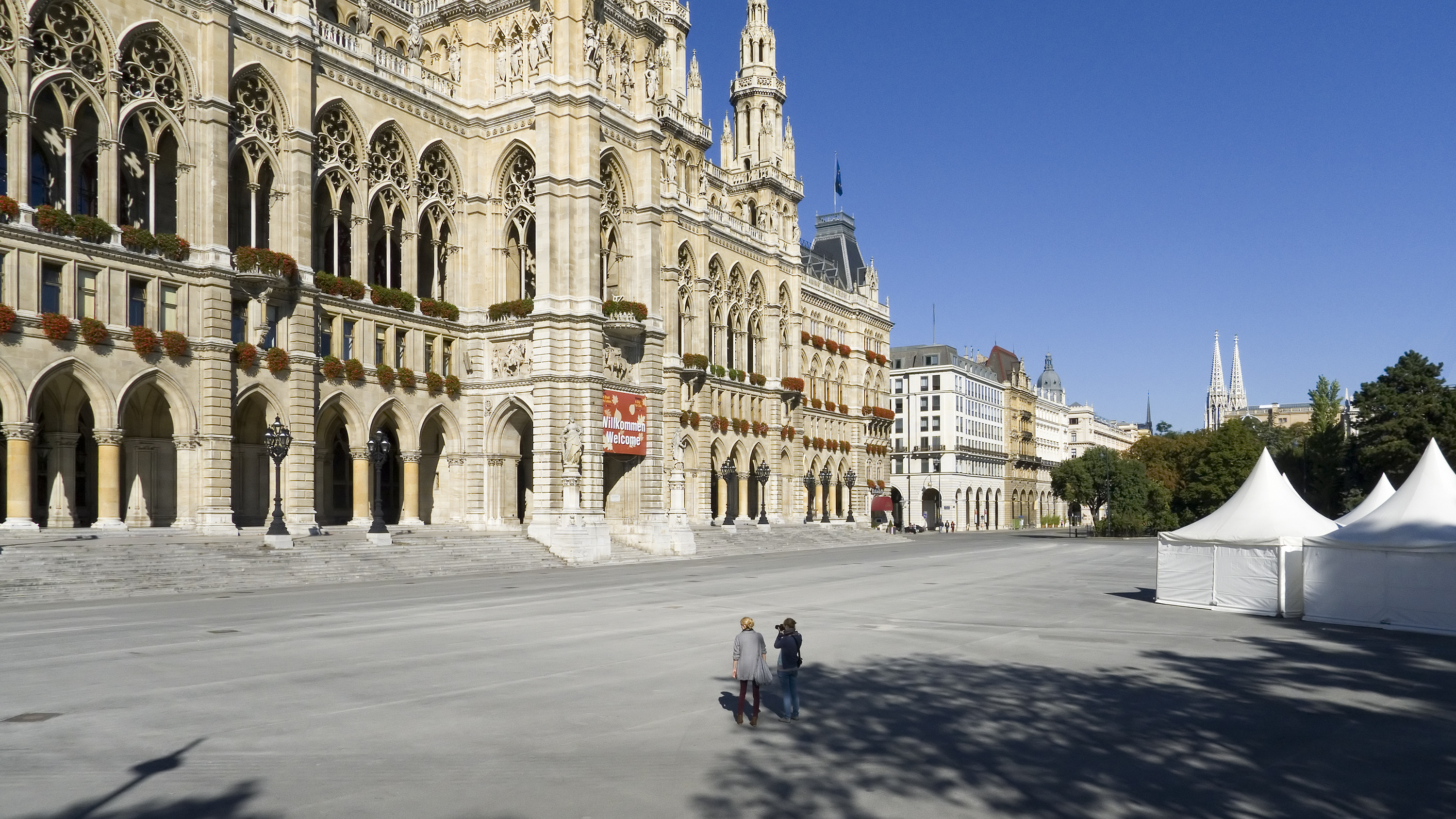
Rathausplatz, Vienne. Lieu hôte de la finale de l'Eurovision Jeunes Musiciens 2012.

La Rathausplatz, une place située à l'extérieur de l'hôtel de ville du Wiener Rathaus à Vienne, accueilli la finale de l'Eurovision des Jeunes Musiciens tandis que la salle Schubert de Vienne, accueilli la demi-finale.

## Pays participants
Cette année, 14 pays ont participé à l'Eurovision Jeunes Musiciens.
La demi-finale s'est déroulée en deux parties. La première partie s'est tenue le 5 mai 2012 et la seconde le 6 mai 2012. Les sept meilleurs ont été sélectionnés par un jury international pour se produire en direct en tant que finalistes lors de la finale qui s'est tenue le 11 mai 2012.

### Demi-finale

#### Partie 1 (5 mai 2012)
| Position | Pays               | Artiste               | Instrument  | Musique | Resultat     |
| -------- | ------------------ | --------------------- | ----------- | --- | ------------ |
| 01       | Slovénie           | Blaž Šparovec         | Clarinette  | 1) Premiere Rhapsodie par Claude Debussy 2) Clair 1 pFranco Donatoni | Non-qualifié |
| 02       | Géorgie            | Lizi Ramishvili       | Violoncelle | 1) Largo by Veracini 2)Variations on One String par Paganini 3)Flight of the Bumblebee par Rimsky-Korsakov | Non-qualifié |
| 03       | Bosnie-Herzégovine | Naomi Druškić         | Piano       | 1) Vanished Days, op57, No.1 par Edvard Grieg 2) Toccata, in E flat minor par Aram Khachaturian | Non-qualifié |
| 04       | Tchéquie           | Michaela Špačková     | Basson      | 1) Concerto for Bassoon No.2 f-moll, the first and the second movement parLudwig Milde 2) Recitative, Sicilliene et Rondo (1905-1991) par Eugéne Bozza                                                                      | Qualifié     |
| 05       | Arménie            | Narek Kazazyan        | Qanûn       | 1) “Impromptu” op. 57 in b-minor par Tsovinar Hovhannisyan 2) Carnival in Venice by Niccolo Paganini / arranged for kanun and piano par Alexander Shahbazyan 3) “Perpetual Motion” op.69 in a-minor par Khachatur Avetisyan | Qualifié     |
| 06       | Autriche           | Emmanuel Tjeknavorian | Violon      | 1) Scherzo for Violin and Piano in C minor par Johannes Brahms 2) Tzigane, Rapsodie de Concert for Violin and Piano par Maurice Ravel                                                                                       | Qualifié     |
| 07       | Grèce              | Zacharias Fotis       | Clarinette  | - | Non-qualifié |
| 08       | Croatie            | Katarina Kutnar       | Violon      | 1) Scherzo in c-minor form F-A-E sonata par Johannes Brahms 2) Carmen Phantasie, op.66 par Franz Drdla | Non-qualifié |

#### Partie 2 (6 mai 2012)
| Position | Pays        | Artiste                   | Instrument  | Musique | Resultats    |
| -------- | ----------- | ------------------------- | ----------- | --- | ------------ |
| 09       | Pologne     | Jagoda Krzemińska         | Flûte       | 1) Joueurs de Flute - "Pan" par Albert Roussel 2) Staccato - Fantaisie par Wilhelm Popp | Qualifié     |
| 10       | Ukraine     | Bohdan Ivasyk             | Violon      | 1)Tzigane par Maurice Ravel 2)Melody par Myroslav Skoryk | Non-qualifié |
| 11       | Pays-Bas    | Ella van Poucke           | Violoncelle | 1) Fantasiestucke Op. 73 for cello par Robert Schumann | Non-qualifié |
| 12       | Allemagne   | Dominic Chamot            | Piano       | 1) Jazz Etude No. 1 par Nikolai Kapustin 2) Widmung (Liebeslied) par Robert Schumann and Franz Liszt 3) Ungarische Rhapsodie No. 6 par Franz Liszt | Qualifié     |
| 13       | Biélorussie | Alexandra Denisenya       | Cymbalum    | 1) Carmen "Fantasie", based on Themes from the Opera of Georges Bizet par Franz Waxman 2) Blow light wind, blow! (adaptation of Belarusian folk song) par Valery Zhyvalievski 3) Сsardas parAlexander Tsygankov                                                      | Qualifié     |
| 14       | Norvège     | Eivind Holtsmark Ringstad | Alto        | 1) Sonata no 1 op 120 F minor, 1. movement: Allegro Appassionata par Johannes Brahms 2) Sonata no 1 op 25 for viola solo, 4. movement: Rasendes Zeitmass. Wild. Tonschonheit ist Nebesache par Paul Hindemith 3) Andante and Rondo Ungarese par Carl Maria von Weber | Qualifié     |

### Finale
Des prix ont été décernés aux trois premiers pays. Le tableau ci-dessous les met en évidence en utilisant l'or, l'argent et le bronze . Les résultats de classement des participants restants sont inconnus et n'ont jamais été rendus publics par l'Union européenne de radiodiffusion.
| Position | Pays        | Artiste                   | Instrument | Musique                                                                                              | Resultat |
| -------- | ----------- | ------------------------- | ---------- | --- | -------- |
| 1        | Biélorussie | Alexandra Denisenya       | Cymbalum   | Concertino par Vladimir Kurjan                                                                       | -        |
| 2        | Pologne     | Jagoda Krzemińska         | Flûte      | Concertino par Cécile Chaminade                                                                      | 4        |
| 3        | Norvège     | Eivind Holtsmark Ringstad | Alto       | Viola concerto, 2 & 3 mov. par Béla Viktor János Bartók                                              | 1        |
| 4        | Tchéquie    | Michaela Špačková         | Basson     | Concerto for Bassoon F-dur, 1st mov. par Carl Maria von Weber                                        | -        |
| 5        | Allemagne   | Dominic Chamot            | Piano      | Piano Concerto No. 1 in B flat minor, Op. 23; 3rd mov. Allegro con fuoco par Pyotr Tchaikovsky       | -        |
| 6        | Arménie     | Narek Kazazyan            | Qanûn      | Concerto for Qanun and Orchestra No. 2 E-Major parKhachatur Avetisyan                                | 3        |
| 7        | Autriche    | Emmanuel Tjeknavorian     | Violon     | Concerto for Violin and Orchestra in D minor, Op. 47 3rd mov. Allegro ma non tanto par Jean Sibelius | 2        |

## Membres du jury

### Jury demi-finale
- Pologne : Agnieszka Duczmal
- Norvège : Christian Eggen
- Irlande : Carol McGonnell
- Autriche : Franz Bartolomey

### Jury final
- Italie : Markus Hinterhäuser
- Pologne : Agnieszka Duczmal
- Norvège : Christian Eggen
- Irlande : Carol McGonnell
- République tchèque : Radek Baborák

## Rediffusion
Le concours a été retransmis en direct sur le réseau Eurovision par 15 diffuseurs.
| Pays               | Diffuseur | Présentateur         |
| ------------------ | --------- | -------------------- |
| Arménie            | ARMTV     |                      |
| Autriche           | ORF       |                      |
| Biélorussie        | BTRC      |                      |
| Bosnie-Herzégovine | BHT1      | Maja Baralić Materne |
| Croatie            | HRT       |                      |
| République tchèque | ČT        |                      |
| Géorgie            | GPB       |                      |
| Allemagne          | WDR       |                      |
| Grèce              | ERT       |                      |
| Islande            | RÚV       |                      |
| Pays-Bas           | NTR       |                      |
| Norvège            | NRK       |                      |
| Pologne            | TVP       |                      |
| Slovénie           | RTVSLO    |                      |
| Ukraine            | NTU       |                      |

## Voir également
- Festival de la chanson radio ABU 2012
- Festival de la chanson ABU TV 2012
- Concours Eurovision de la chanson 2012
- Concours Eurovision de la chanson junior 2012